# 뉴욕 펜 리그
뉴욕 펜 리그(영어: New York–Penn League, NYPL)은 1939년부터 2019년까지 미국 북동부 지역에 존재했던 싱글 A 쇼트 시즌 리그이다. 통상적으로 메이저 리그 베이스볼 드래프트가 완료되는 6월에 시작해서 9월 초에 시즌이 종료되었다. 드래프트 계약을 완료하는 1939년 창설된 미국 노스이스트지역의 클래스 A 쇼트 시즌 야구 리그이다. 총 14팀으로 이루어져 있으며 3개의 디비전으로 운영된다.
마지막 시즌이었던 2019년에는 총 8개 주 20개 팀이 참가하였다. 리그 이름의 유래인 펜실베이니아와 뉴욕 이외에도 메릴랜드, 매사추세츠, 오하이오, 버몬트, 웨스트버지니아와 코네티컷에 연고를 둔 클럽이 있었다.
오네온타 타이거스가 12회 우승으로 리그 최다 우승을 기록하였으며, 오번 더블데이스가 8회 우승으로 그 뒤를 차지하였다. 2019년에는 브루클린 사이클론스가 로웰 스피너스를 2대 1로 꺾고 뉴욕 펜 리그의 마지막 우승을 차지하였다.

## 팀
| 디비전   | 팀                          | MLB 팀                | 연고지                        | 홈구장                                  |
| -------- | --------------------------- | --------------------- | ----------------------------- | --------------------------------------- |
| 맥나마라 | 애버딘 아이언버즈           | 볼티모어 오리올스     | 애버딘, 메릴랜드              | 립켄 스타디움                           |
| 맥나마라 | 브루클린 사이클론스         | 뉴욕 메츠             | 브루클린, 뉴욕                | MCU 파크                                |
| 맥나마라 | 허드슨 밸리 레니게이즈      | 탬파베이 레이스       | 피시킬, 뉴욕                  | 더치스 스타디움                         |
| 맥나마라 | 스태튼아일랜드 양키스       | 뉴욕 양키스           | 스태든아일랜드, 뉴욕          | 리치먼드 카운티 뱅크 볼파크             |
| 핀크니   | 오번 데블데이즈             | 워싱턴 내셔널스       | 오번, 뉴욕                    | 팰컨 파크                               |
| 핀크니   | 바타비아 먹독스             | 마이애미 말린스       | 바타비아, 뉴욕                | 드웰 스타디움                           |
| 핀크니   | 웨스트 버지니아 블랙 베어스 | 피츠버그 파이어리츠   | 모건타운, 웨스트 버지니아     | 모건타운 카운티 볼파크                  |
| 핀크니   | 마호닝 밸리 스크래퍼즈      | 클리블랜드 인디언스   | 나일스, 오하이오              | 이스트우드 필드                         |
| 핀크니   | 스테이트 칼리지 스파이크스  | 세인트루이스 카디널스 | 유니버시티 파크, 펜실베이니아 | 메들러 필드 앳 루브라노 파크            |
| 핀크니   | 윌리엄즈포트 크로스커터스   | 필라델피아 필리스     | 윌리엄즈포트, 펜실베이니아    | 보맨 필드                               |
| 스테들러 | 코네티컷 타이거스           | 디트로이트 타이거스   | 노위치, 코네티컷              | 세니터 토마스 J. 도드 메모리얼 스타디움 |
| 스테들러 | 로웰 스피너스               | 보스턴 레드삭스       | 로웰, 매사추세츠              | 에드워드 A. 렐라쳐 파크                 |
| 스테들러 | 트라이-시티 밸리캐츠        | 휴스턴 애스트로스     | 트로이, 뉴욕                  | 조셉 L. 브루노 스타디움                 |
| 스테들러 | 버몬트 레이크 몬스터즈      | 오클랜드 어슬레틱스   | 벌링턴, 버몬트                | 센테니얼 필드                           |